# Вулканы Ливии
Список действующих и потухших вулканов Ливии.
| Название     | Высота | Координаты                | Последнее извержение |
| ------------ | ------ | ------------------------- | -------------------- |
| Харудж       | 1200 м | 27°15′ с. ш. 17°30′ в. д. | Голоцен              |
| Вау-эн-Намус | 547 м  | 24°33′ с. ш. 17°28′ в. д. | Голоцен              |